# Shelby GLHS
Shelby GLHS – samochód sportowy klasy kompaktowej produkowany pod amerykańską marką Shelby w latach 1986 – 1987. 

## Pierwsza generacja

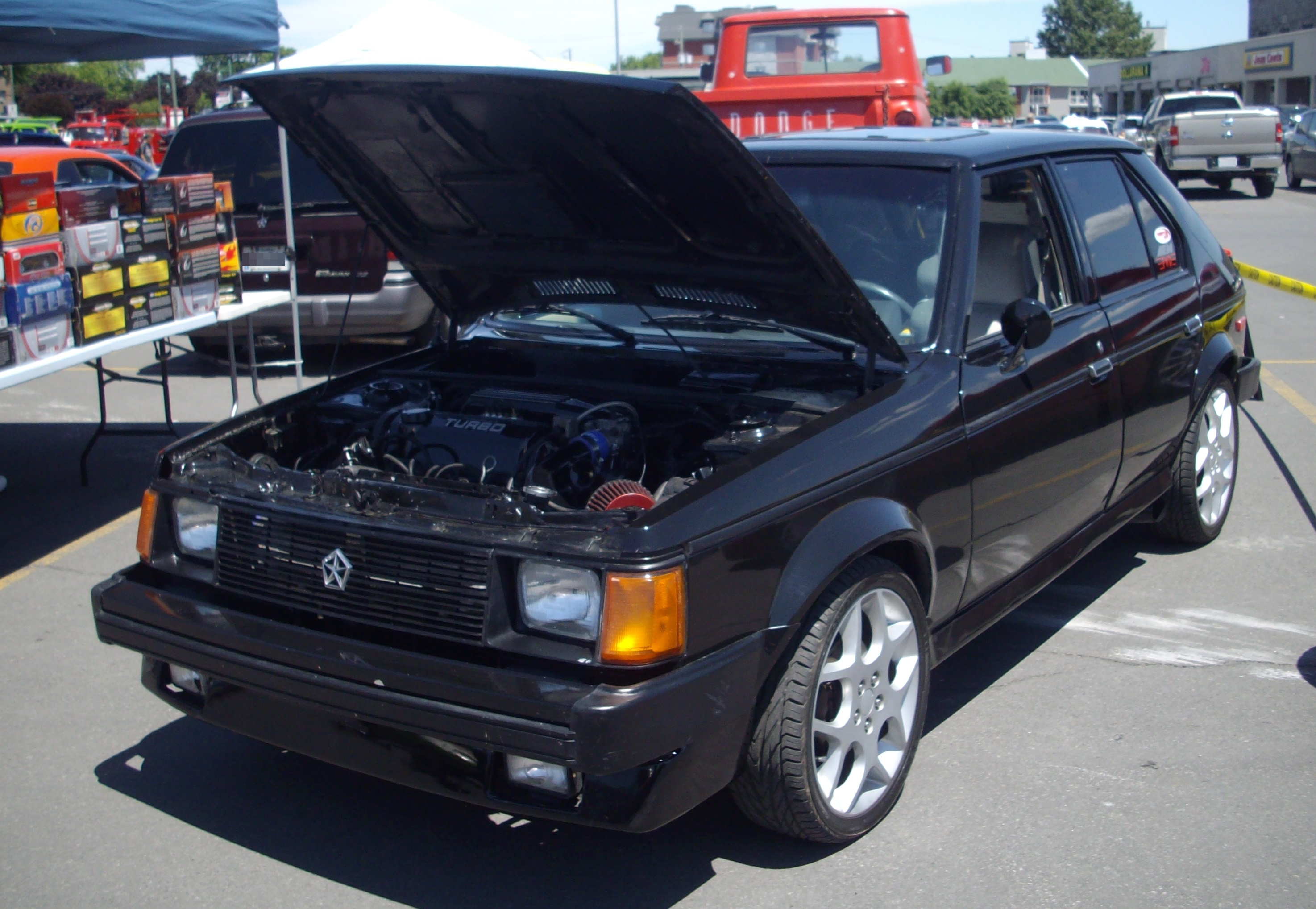
Shelby GLHS I

Shelby GLHS I został zaprezentowany po raz pierwszy w 1986 roku.
W połowie lat 80. XX wieku Shelby nawiązało współpracę z koncernem Chrysler, czego efektem było opracowanie sportowych wariantów wybranych modeli marki Dodge. W 1986 roku zdecydowano się rozszerzyć zakres modyfikacji, prezentując sportowy wariant Dodge Omni pod marką Shelby jako Shelby GLHS pierwszej generacji. 
Samochód otrzymał czterocylindrowy silnik benzynowy z turbodoładowaniem, a także zmiany wizualne obejmujące głównie dodatkowe ospojlerowanie i czarny lakier.

### Silnik
- L4 2.2l Turbo

## Druga generacja

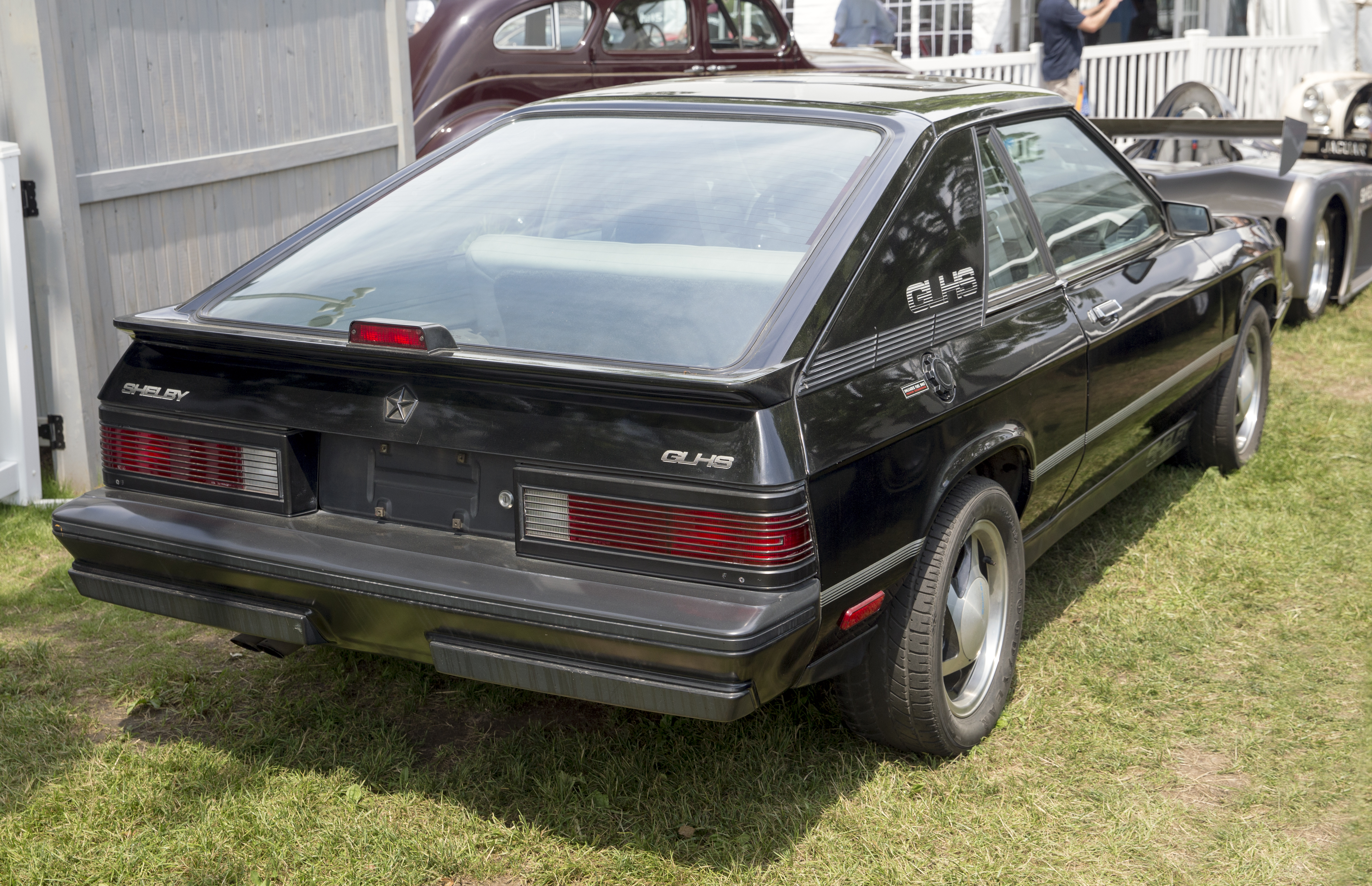
Shelby GLHS II - tył

Shelby GLHS II został zaprezentowany po raz pierwszy w 1987 roku.
Wraz z rokiem 1987, Shelby zdecydowało się zmienić bazę dla modelu GLHS i tym razem nazwało tak sportowy wariant modelu Dodge Omni 024. W efekcie, zamiast 5-drzwiowego hatchbacka, samochód był tym razem 3-drzwiowym coupe. 
Podobnie jak poprzednik, pojazd wyróżniał się modyfikacjami wizualnymi obejmującymi czarny lakier, dodatkowe ospojlerowanie, a także sportowe ogumienie, unikalny wzór alufelg i oznaczenia producenta. Po niespełna roku produkcji, samochód zniknął z rynku.

### Silnik
- L4 2.2l Turbo